# Cornelis Gijsbertus van Zijl
Cornelis Gijsbertus van Zijl (Schalkwijk, 14 april 1906 – Den Bosch, 14 december 1978) was een Nederlands burgemeester.
Hij werd geboren als zoon van Nicolaas van Zijl (1861-1939; landbouwer) en Anna Maria van Wijk (1866-1940). Toen hij in 1940 trouwde was hij ambtenaar ter secretarie. Hij werkte als commies bij de gemeentesecretarie van Dongen en werd na de bevrijding waarnemend burgemeester van Waspik. In januari 1947 werd hij de burgemeester van Geffen wat hij tot zijn pensionering in 1971 zou blijven. Van Zijl overleed eind 1978 op 72-jarige leeftijd.